# Elephantomyia affluens
Elephantomyia affluens är en tvåvingeart som beskrevs av Alexander 1949. Elephantomyia affluens ingår i släktet Elephantomyia och familjen småharkrankar. Inga underarter finns listade i Catalogue of Life.